# Castelo de Dunderave
O Castelo de Dunderave localiza-se entre o Lago Fyne e as montanhas nevadas das Highlands, na Escócia.
Atualmente encontra-se em bom estado de conservação.